# Temenos
Das Temenos (altgriechisch τὸ τέμενος „Tempelbezirk, Heiligtum“, Plural die Temene; von τέμνειν temnein „abschneiden“) bezeichnet den umgrenzten Bezirk eines griechischen Heiligtums. Die Einfassung selbst, Peribolos genannt, wird gewöhnlich von Mauern, oft übermannshoch, oder Säulenhallen, bisweilen von Zäunen gebildet. Den Zugang in das Heiligtum kennzeichnet meist ein Torbau, genannt Propylon.
In mykenischer Zeit konnte das Wort  temenos (te-me-no) jeglichen abgegrenzten Bezirk bezeichnen, so wurde das Königsgut als wanakteros temenos (wa-na-ka-te-ro te-me-no „königliches Temenos/Landgut“) bezeichnet.